# La nueva tierra
La nueva tierra (Sueco:Nybyggarna) es una película sueca de 1972 coescrita y dirigida por Jan Troell y protagonizada por Max von Sydow , Liv Ullmann y Eddie Axberg . Es la secuela de Los emigrantes de Troell (1971); ambos se basan en las novelas de Vilhelm Moberg.

## Sinopsis
Cuando finalmente llegan a los Estados Unidos , el grupo de emigrantes suecos viajan en barco y en tren a Minnesota, donde encuentran tierra para construir una nueva vida.
Los emigrantes llevan una vida dura y laboriosa, pero permanecen unidos. Incluso Kristina y Ulrika, que se despreciaron al principio, se convierten en amigas inseparables. Karl Oskar está expandiendo su granja y adaptándose bien al nuevo país y al nuevo idioma. Kristina vive más aislada y todavía quiere regresar a su hogar en Småland.

## Reparto
- Max von Sydow como Karl-Oskar.
- Liv Ullmann como Kristina.
- Eddie Axberg como Robert Nilsson.
- Pierre Lindstedt como Arvid.
- Allan Edwall como Danjel.
- Monica Zetterlund como Ulrika.
- Eva Lena Zetterlund como Elin.
- Hans Alfredson como Jonas Petter.
- Agneta Prytz como Fina Kajsa.
- Halvar Björk como Anders Månsson.
- Tom C. Fouts como Pastor Jackson.
- Peter Lindgren como Samuel Nöjd.
- Per Oscarsson como Pastor Törner.
- Oscar Ljung como Petrus Olausson.

## Producción
La actriz Liv Ullmann dijo que la película fue filmada simultáneamente con Los emigrantes durante más de un año. Los miembros del reparto pasaron días en los campos para retratar la agricultura, particularmente para La nueva tierra. Ullmann dijo que después de tres días, ella comenzó a estar exhausta.
La película se rodó en Filmstaden en Estocolmo , así como en Småland y Skåne en Suecia y en Wisconsin , Minnesota y Colorado, en Estados Unidos, entre febrero de 1969 y enero de 1970.  El costo combinado de las dos películas fue de 7 millones de coronas , entonces el más elevado del cine sueco.

## Lanzamiento
La nueva tierra se estrenó en los cines de Suecia el 26 de febrero de 1972. Fue la película sueca más taquillera del año. En Estados Unidos, se estrenó en la ciudad de Nueva York el 26 de octubre de 1973.